# Kapelica Gospe Lurdske i sv. Franje Asiškog u Obrežu
Kapelica Gospe Lurdske i sv. Franje Asiškog katolička je kapelica koja se nalazi u zagrebačkoj četvrti Sesvete u Obrežu. Sagrađena je 1993. godine. Na ploči koja se nalazi na prednjem pročelju stoji zabilježeno kako su kapelu dali izgraditi Stjepan i Barica Kuzmić.

## Galerija
- Bočno pročelje
- Informacije o izgradnji uklesane u ploči na pročelju kapele
- Pogled na kapelu s pristupnog puta